# 릭 스나이더
리처드 데일 스나이더(Richard Dale Snyder, 1958년 8월 19일 ~ )는 미국의 정치인이다.

## 학력
- 미시간 대학교 일반학 학사
- 미시간 대학교 경영학 석사
- 미시간 대학교 법무박사

## 경력
- 2011.01 ~ 2019.01 제48대 미시간 주지사

## 역대 선거 결과
| 선거명      | 직책명        | 대수 | 정당   | 득표율 | 득표수      | 결과 | 당락               |
| ----------- | ------------- | ---- | ------ | ------ | ----------- | ---- | ------------------ |
| 2010년 선거 | 미시간 주지사 | 48대 | 공화당 | 58.12% | 1,874,834표 | 1위  | 미시간 주지사 당선 |
| 2014년 선거 | 미시간 주지사 | 48대 | 공화당 | 50.92% | 1,607,399표 | 1위  | 미시간 주지사 당선 |